# فرودگاه ویستا فیلد
 فرودگاه ویستا فیلد  (به انگلیسی: Vista Field) یک فرودگاه همگانی باربری است که یک باند فرود آسفالت دارد و طول باند آن ۱۲۲۲ متر است. این فرودگاه در کشور ایالات متحده آمریکا قرار دارد و در ارتفاع ۱۶۳ متری از سطح دریا واقع شده است.